# IC 4777
IC 4777 је спирална галаксија у сазвјежђу Телескоп која се налази на листи објеката дубоког неба у Индекс каталогу.
Деклинација објекта је - 53° 8' 49" а ректасцензија 18h 48m 11,1s. Привидна величина (магнитуда) објекта IC 4777 износи 13,7 а фотографска магнитуда 14,6. IC 4777 је још познат и под ознакама ESO 183-13, FAIR 334, PGC 62440.